# Central térmica de Puente Nuevo
La central térmica de Puente Nuevo era una central térmica convencional de carbón, que se encontraba situada en el municipio de Espiel, en la provincia de Córdoba (España) junto al embalse de Puente Nuevo. Tenía una capacidad instalada de 324  MW y era propiedad de Viesgo (anteriormente E.ON España). Estuvo operativa entre 1966 y 2020, fecha en que fue desconectada. Actualmente se encuentra en fase de desmantelamiento.
La central eléctrica estaba conectada a seis líneas de 132 kV y se abastecía de carbón a través del ferrocarril.

## Historia
La central se inauguró en diciembre de 1966 junto al embalse de Puente Nuevo, en un acto presidido por el entonces ministro de Industria Gregorio López-Bravo, gestionada por la Empresa Nacional Eléctrica de Córdoba. Su función era aprovechar el carbón de la cuenca minera de Peñarroya, Belmez y Espiel en el Valle del Guadiato. En su puesta en funcionamiento tenía una potencia de 360 megavatios (MW), pudiendo dar energía a una ciudad de medio millón de habitantes. Asimismo, se construyeron 120 viviendas, una iglesia, una escuela e instalaciones deportivas junto al embalse para los productores de la central.
La central también se construyó junto a la línea Córdoba-Almorchón, que enlazaba con otros trazados de la red ferroviaria española. A través de esta línea se transportaba el carbón desde los pozos mineros del norte, para lo cual se habilitó un ramal que partía desde la estación de la Alhondiguilla-Villaviciosa y un cargadero para los trenes carboneros. Tras la clausura de las minas cordobesas, la central funcionó principalmente con carbón importado desde Corea del Sur y con el extraído por Encasur en sus pozos de Puertollano. Debido a la alta contaminación de la central y el alto coste para reducir dichos datos, la empresa Viesgo, con aprobación del Gobierno, decidió su clausura para 2020 en una apuesta por abandonar el carbón y avanzar hacia las energías renovables.

### Cierre
Dentro de la política de cierre de centrales de carbón, el 30 de junio de 2020 se procedió a su desconexión de la red eléctrica. El 31 de julio de 2020 se autorizó su cierre definitivo, publicado en el BOE de 13 de agosto. En diciembre de ese año fue adquirida por la empresa EDP España que, tras firmar un acuerdo de Transición Energética Justa con el Ministerio de Transición Ecológica, alberga dos iniciativas para convertirla en central de energía renovable o de economía circular.

## Propiedad
La central térmica de Puente Nuevo está participada por:
- EDP España 100 %

Inicialmente era propiedad de Empresa Nacional Eléctrica de Córdoba (ENECO).
Dentro de un conjunto de operaciones estratégicas en el sector, en los años 1980 ENECO fue adquirida a partes iguales por Endesa y Sevillana de Electricidad. En 1994, Sevillana vendió a Endesa algunos activos, como la central térmica de Puertollano y su participación en la de Puente Nuevo, que a su vez Endesa transfirió a su por aquel entonces filial Electra de Viesgo.En 2007 la multinacional E.ON compró Viesgo creando E.ON España pasando a esta la propiedad de la central de puente nuevo. En 2015 la Comisión de la Competencia Europea ha dictaminado que debe ceder todos estos activos. En 2015, E.ON vendió su filial en España, que recuperó su antiguo nombre de Viesgo. Tras el cierre de la central en 2020 en diciembre de ese año fue adquirida por la empresa EDP España que, tras firmar un acuerdo de Transición Energética Justa con el Ministerio de Transición Ecológica, alberga dos iniciativas para convertirla en central de energía renovable o de economía circular.